# Сокуренко, Владимир Гаврилович
Владимир Гаврилович Сокуре́нко (укр. Володимир Гаврилович Сокуренко; 28 января 1921, с. Бранкованово (теперь Ширяевскому району Одесской области Украины) — 22 ноября 1994, Львов) — украинский советский правовед, доктор юридических наук (1967), профессор (1968).

## Биография
Учился в Запорожском авиационном техникуме и Вольском военном авиационном училище, которое окончил в 1939 г. В 1939—1946 г. служил в армии.
После окончания в 1950 г. юридического факультета Львовского университета был оставлен в нём для работы. Трудился аспирантом, с 1953 г. — преподавателем кафедры теории и истории государствава и права.
В 1960—1990 г. — заведующий кафедрой, 1962—1968 и 1972—1977 г. — декан юридического факультета.

## Научная деятельность
Исследовал проблемы теории государства и права, истории украинской правовой и политической мысли. Одним из первых в СССР начал исследования основ юридической деонтологии. Провел работу по разработке основных требований к профессионально-правовым обязанностям юриста, аналогично требованиям, касающихся врача. В дальнейших исследованиях анализировал юридические обязанности, перспективы развития основ профессиональной деонтологии. Кроме того, рассматривал медицинскую деонтологию с позиции юриста, права и морали, уделив основное внимание внутренним (духовным) процессам, назвав их «духом права».

## Основные работы
- «Демократические учение о государстве и праве на Украине во второй половине XIX века (М. Драгоманов, С. Подолинский, А. Терлецкий)» (1966),
- «Право. Свобода. Равенство» (1981, в соавт.)